# Louis Gantois
Louis Gantois (n. 15 noiembrie 1929, Saint-Maur-des-Fossés, Seine, Franța – d. 26 februarie 2011, Cannes, Provence-Alpes-Côte d'Azur, Franța) a fost un caiacist ce a reprezentat Franța, medaliat olimpic. A participat la o ediție a Jocurilor Olimpice (1952) în care a câștigat o medalie de bronz.

## Participări
Lista de mai jos prezintă principalele competiții la care a participat Louis Gantois de-a lungul carierei.
- canoeing at the 1952 Summer Olympics – men's K-1 1000 metres[*]